# Vanbasco
El Vanbasco's karaoke player es un software gratuito de reproducción de karaoke en formato MIDI o kar. Como en otros karaokes, con este programa se pueden modificar diversos aspectos del archivo de música como subir y bajar el tono de la canción, modificar el tempo (velocidad) o el volumen de la pista. Además se pueden silenciar o atenuar los distintos instrumentos para personalizar las canciones, con una interfaz gráfica intuitiva.
Reproduce archivos con extensión .mid y .kar -la diferencia entre ambos es que el primero es solo el archivo instrumental, mientras que el segundo es el midi sincronizado con la letra correspondiente-, y como en todo karaoke, mientras se reproduce la canción se va coloreando el subtítulo de la letra para indicar el momento de cantar. La ventana de la letra se puede ampliar y poner a pantalla completa.
Este reproductor destaca por ser uno de los gratuitos y estar libre de publicidad, por ser compatible con los sistemas operativos 95/98/ME/NT 4/2000/XP/7/10/11, y, por el poco tamaño del programa -tanto del archivo instalable como del instalado- poderse utilizar en ordenadores con escasos recursos.
Para ampliar los pocos archivos midi y kar que incluye el reproductor recién instalado, se encuentran canciones en bases de datos de internet, en páginas webs, foros, comunidades y grupos de usuarios, con este tipo de archivos; la página oficial del programa incluye un buscador de canciones. Frente a otros karaokes de la competencia, tiene la desventaja de no poder grabar la canción interpretada.